# Sainte-Hélène (Gironda)
Sainte-Hélène è un comune francese di 2 646 abitanti situato nel dipartimento della Gironda nella regione della Nuova Aquitania.

## Società

### Evoluzione demografica
Abitanti censiti